# Алёхин, Александр Данилович
Алекса́ндр Дани́лович Алёхин (6 декабря 1934, Москва — 3 декабря 1994, Москва) — советский и российский учёный, искусствовед, педагог. Кандидат искусствоведения (1970). Доктор педагогических наук (1993), профессор. Заслуженный работник культуры РСФСР (1982). Отличник просвещения СССР (1984).

## Биография
Родился в Москве в семье служащих. Закончил художественно-графический факультет МГПИ им. В. П. Потёмкина (ныне МПГУ им. В. И. Ленина). Преподавал в школе, заведовал изостудией Дома пионеров. Написал ряд книг в помощь художникам-педагогам. Свыше двадцати лет участвовал в работе учёных методических советов при Министерстве просвещения РСФСР и МП СССР.
В 1970 году защитил кандидатскую диссертацию, став первым кандидатом наук по рериховскому наследию. Написал несколько книг о творчестве Н. К. Рериха, вышедших массовыми тиражами в популярных сериях. С самого начала входил в состав Комиссии по культурно-художественному наследию Н. К. Рериха при Государственном музее Востока (с октября 1984 года).
Работал учёным секретарём научно-исследовательского института художественного воспитания АПН СССР, старшим научным сотрудником лаборатории изобразительного искусства НИИ школ МП РСФСР. Много лет был членом редколлегии журнала Союза художников СССР, Академии художеств СССР, ЦК ВЛКСМ «Юный художник», членом редакционно-издательского совета издательства «Просвещение».
Автор более 160 печатных работ по вопросам художественного образования и эстетического воспитания, а также по теории и истории изобразительного искусства.
Защитил докторскую диссертацию по педагогике. Последние годы жизни — профессор художественно-графического факультета в МПГУ им. В. И. Ленина.

## Краткая библиография
- Алёхин А. Д. Живопись раннего периода творчества Н. К. Рериха (до 1916 г.). — М., 1970.
- Алёхин А. Д. Об языке изобразительного искусства [Текст]: брошюра / А. Д. Алехин. — М.: Знание, 1973. — 48 с., 4 л. ил. — (Новое в жизни, науке, технике. Искусство; № 6). — Тираж 200 000 экз.
- Алёхин А. Д. Николай Константинович Рерих. — М.: Художник РСФСР, 1973. — (Массовая библиотека по искусству). — Тираж 20 000 экз.
- Алёхин А. Д. Николай Константинович Рерих (К 100-летию со дня рождения). — М.: Знание, 1974. — 40 с., 4 л. ил. — (Новое в жизни, науке, технике. Искусство; № 6). — Тираж 200 000 экз.
- Алёхин А. Д. Творческий метод Н. К. Рериха / Сб. Научно-исследовательского института теории и истории изобразительных искусств Академии художеств СССР: Н. К. Рерих. Жизнь и творчество. — М.: Изобразительное искусство, 1978. — Тираж 30 000 экз.
- Алёхин А. Д. Светоносная живопись / Юность, 1979, № 11.
- Алёхин А. Д. Тадж-Махал / Юный художник, 1981, № 11.
- Алёхин А. Д. Абрамцево / Юный художник, 1982, № 9.
- Алёхин А. Д. Изобразительное искусство. Художник. Педагог. Школа [Текст]: книга для учителя / А. Д. Алёхин. — М.: Просвещение, 1984.
- Алёхин А. Д. Нужна ли грамота творцу? Записки художника-педагога / Молодая гвардия, 1986, № 11.
- Алёхин А. Д. Его душа отзывалась на всё прекрасное. Фёдор Васильев / Юный художник, 1991, № 12.
- Алёхин А. Д. Живописные элегии Борисова-Мусатова / Юный художник, 1992, № 3—6.
- Алёхин А. Д. Система подготовки учителя изобразительного искусства. — М., 1994.
- Алёхин А. Д. Когда начинается художник: Книга для учащихся / А. Д. Алёхин. — 2-е изд. — М.: Просвещение, 1994. — 158, [2] с., [8] л. ил. — Тираж 4000. — ISBN 509006833X